# Arethusinae
Arethusinae – podplemię roślin z rodziny storczykowatych (Orchidaceae). Do podplemienia zaliczanych jest 5 rodzajów. Dwa rodzaje występują we wschodniej części Ameryki Północnej, kolejne dwa rodzaje występują w krajach Azji Południowo-Wschodniej oraz jeden gatunek występuje na terenie Japonii.

## Systematyka
Podplemię sklasyfikowane do plemienia Arethuseae z podrodziny epidendronowych (Epidendroideae) w rodzinie storczykowatych (Orchidaceae), rząd szparagowce (Asparagales) w obrębie roślin jednoliściennych.
Wykaz rodzajów
- Anthogonium Wall. ex Lindl.
- Arethusa L.
- Arundina Blume
- Calopogon R.Br.
- Eleorchis Maek.